# 漏斗圖

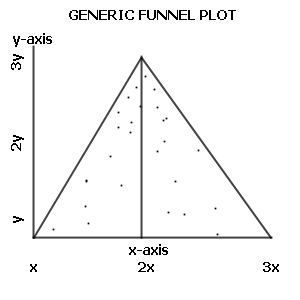
漏斗圖

漏斗圖乃用以檢驗系統綜述與元分析中所納入的文獻是否有發表偏差的工具圖。

## 引用
漏斗圖是由 Light 與 Pillemer於1984年所提出，並由Matthias Egger等人深入探討，是元分析的有用工具。漏斗圖乃將治療的效果與研究的大小做散布圖，可以看出偏差或是系統性的異質。良好的資料組可得到對稱的反漏斗型，而不對稱的漏斗型則表示治療效果與研究大小之間有相關性。這顯示可能有出版偏差或是在較小與較大的研究之間有系統性的差異（small study effects）。這也可能是因為選擇測量效果的方法不對所致。不管原因為何，不對稱的漏斗圖形表示對於單純的元分析之結果應有懷疑，應進一步探討其原因。
量測「研究大小」有很多種方法，包括總樣本數、治療效果的标准误差、治療效果的反方差（权重）等等。Sterne 與 Egger比較這些方式，結果建議使用標準誤作為量測研究大小的方法。此時可能劃出直線以定義出在沒有異質性與出版偏差的情形下，所有的點之中，95％的點坐落的區域。
與信賴區間圖一樣的地方是，漏斗圖一般將治療效果的量度放在橫軸，研究大小置於縱軸；這與一般的習慣不一樣。因為漏斗圖主要是用來看出治療效果方面的不對稱，這樣的畫法讓讀者較易理解。

## 批評
漏斗圖不是毫無問題。假如高精準度的研究與低精準度的研究在效应值方面不同（例如因為研究不同族群所致），漏斗圖可能得出出版偏差的錯誤結論。漏斗圖的縱軸之刻度大小也可能大大改變漏斗圖的外觀－－不管其乃是反比平方誤差或是研究大小所致。